# Ilija Prodanović
Ilija Prodanović (Bečej, 16 ottobre 1979) è un ex calciatore bosniaco, di ruolo difensore.